# Iwan Iwanowitsch Lobanow-Rostowski

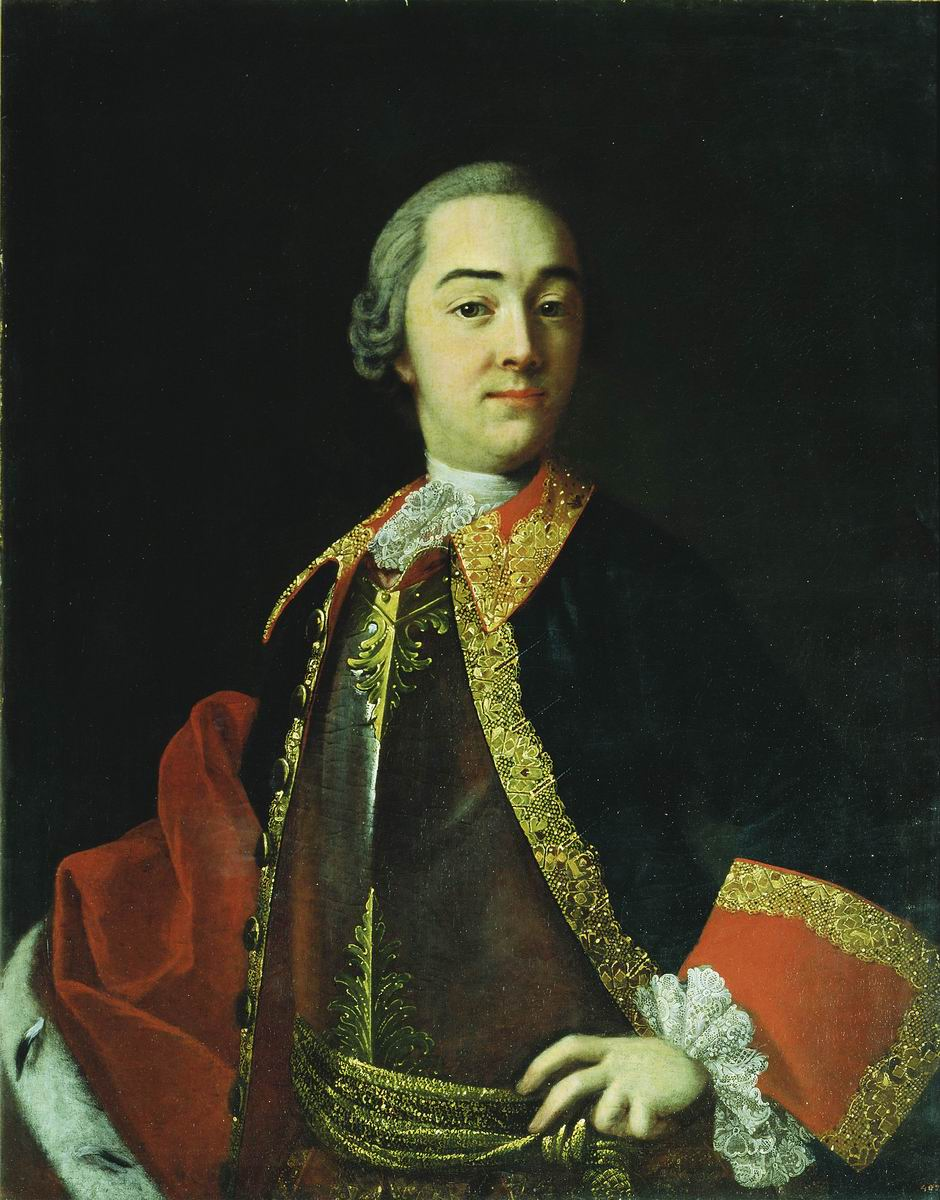
Iwan Iwanowitsch Lobanow-Rostowski

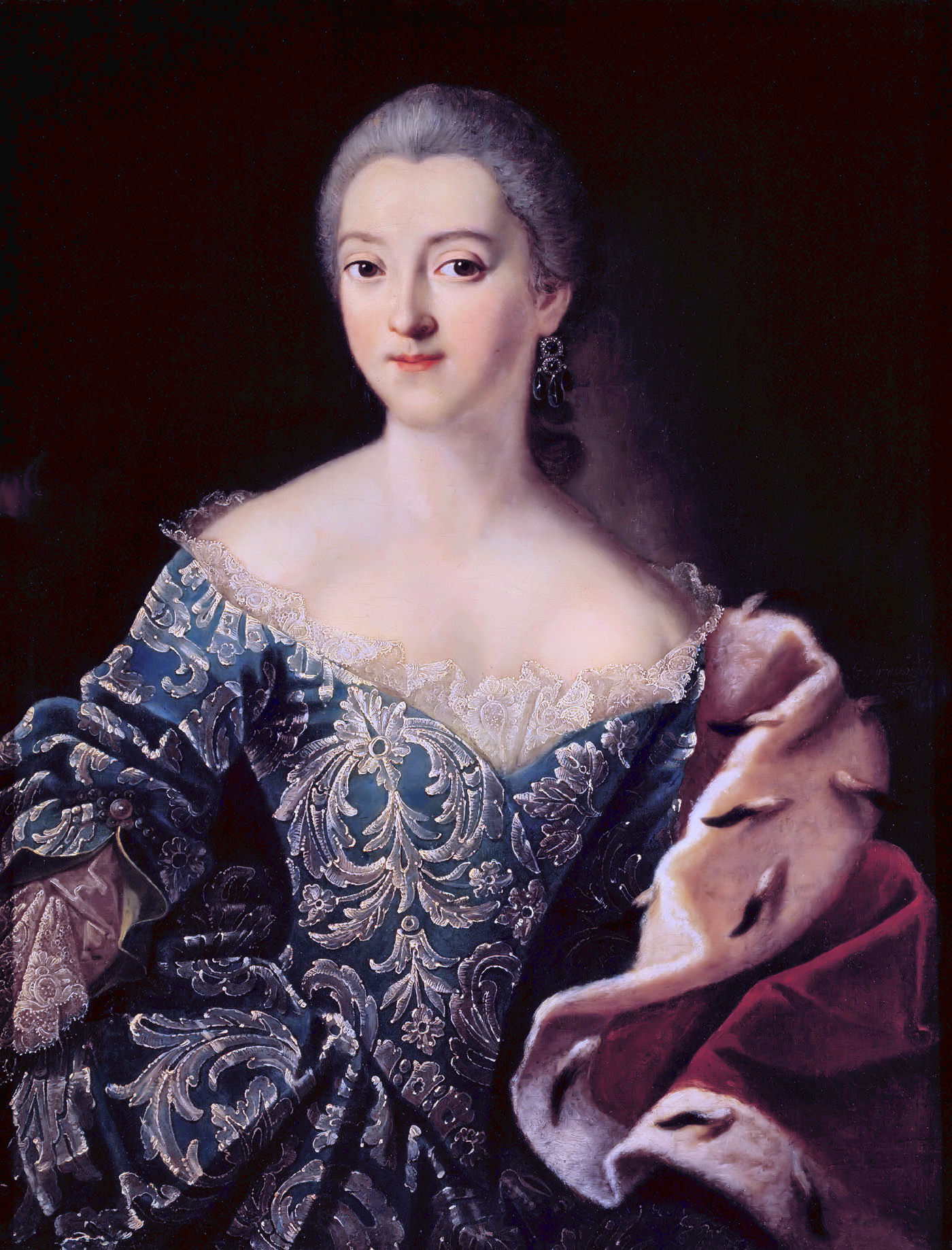
Jekaterina Alexandrowna Lobanowa-Rostowskaja

Fürst Iwan Iwanowitsch Lobanow-Rostowski (russisch Иван Иванович Лобанов-Ростовский) (* 4. April 1731; † 26. März 1791 in Moskau) war ein Russischer Adliger und Offizier.

## Leben
Er stammte aus dem alten russischen Hochadelsgeschlecht Lobanow-Rostowski, einer Seitenlinie der Rurikiden, die ihren Namen von der Stadt Rostow erhielt. Iwan Iwanowitsch Lobanow-Rostowski war der Sohn des Fürsten Iwan Jakowitsch Lobanow-Rostowski (1687–1740). Der Name seiner Mutter ist in den Quellen nicht überliefert. 
Iwan Iwanowitsch Lobanow-Rostowski diente im Militär als Kornett, daher als rangjüngster Offizier der Kavallerie. 1761 nahm er im Rang eines Leutnants krankheitsbedingt seinen Abschied. Sein Porträt schuf 1750 der russische Maler Iwan Petrowitsch Argunow. Iwan Iwanowitsch Lobanow-Rostowski starb am 26. März 1791 in Moskau und fand seine letzte Ruhestätte im Moskauer Nowodewitschi-Kloster. Am 1. Januar 1798 erfolgte in Russland die aller höchste Bestätigung des fürstlichen Familienwappens. Das Herrenhaus Lobanow-Rostowski an der Mjasnizkaja-Straße in Moskau kaufte 1791 Fürst Alexander Iwanowitsch Lobwanow-Rostowski und baute es anschließend von 1799 bis 1801 im Stil des Klassizismus um. Ende des 19. Jahrhunderts blühte die Familie Lobanow-Rostowski in drei Zweigen, deren gemeinsamer Stammvater Fürst Iwan Iwanowitsch Lobanow-Rostowski († 1791) war.

## Familie
Iwan Iwanowitsch Lobanow-Rostowski war mit Jekaterina Alexandrowna Lobanowa-Rostowskaja geb. Kurakina (1735–1802), der Tochter des Diplomaten Fürst  Alexander Borissowitsch Kurakin verheiratet. Aus der Ehe gingen sieben Kinder hervor. Seine Söhne waren der russische Generalmajor Alexander Iwanowitsch Lobanow-Rostowski (1754–1830), der russische General der Infanterie Dmitri Iwanowitsch Lobanow-Rostowski (1758–1838), sowie der russische Generalgouverneur Jakow Iwanowitsch Lobanow-Rostowski (1760–1831).